# Drehbrücke

Funktion einer Drehbrücke am Beispiel der Government Bridge über den Mississippi in Davenport (rotierbarer Fachwerkträger mit 111 m Länge) (2010)

Eine Drehbrücke ist eine bewegliche Brücke, bei welcher der in der Mitte des Gewässers stehende Brückenpfeiler über eine Einrichtung verfügt, den Fahrweg um 90 Grad zu drehen und hierdurch den Schiffen auf der Wasserstraße eine freie Fahrt zu ermöglichen. Eine alternative Bauweise sind Pfeiler an beiden Ufern (oder in der Nähe der Ufer) mit einem oder zwei beweglichen Brückenteilen.
Wenn eine Drehbrücke dem Schiffsverkehr die Durchfahrt ermöglichen soll, müssen zunächst die vorhandenen Schranken – begleitet von optischen und akustischen Warnsignalen – abgesenkt werden. Dann wird die Anrampung entweder eingezogen oder leicht abgehoben, bevor der Drehvorgang eingeleitet wird. Die Durchfahrt kann für die Schiffe erst dann in beiden Richtungen freigegeben werden, wenn die Längsachse um 90 Grad gedreht wurde. In der Regel erfolgt eine – eventuell auch gebührenpflichtige – Abfertigung erst, wenn mindestens ein Schiff je Richtung Durchlass begehrt. Sind je Richtung mehrere Schiffe in Warteposition, werden alle en bloc durchgelassen und danach wird die Brücke wieder in die Normalstellung gebracht, damit der die Wasserstraße kreuzende Verkehr sie wieder benutzen kann.

## Superlative

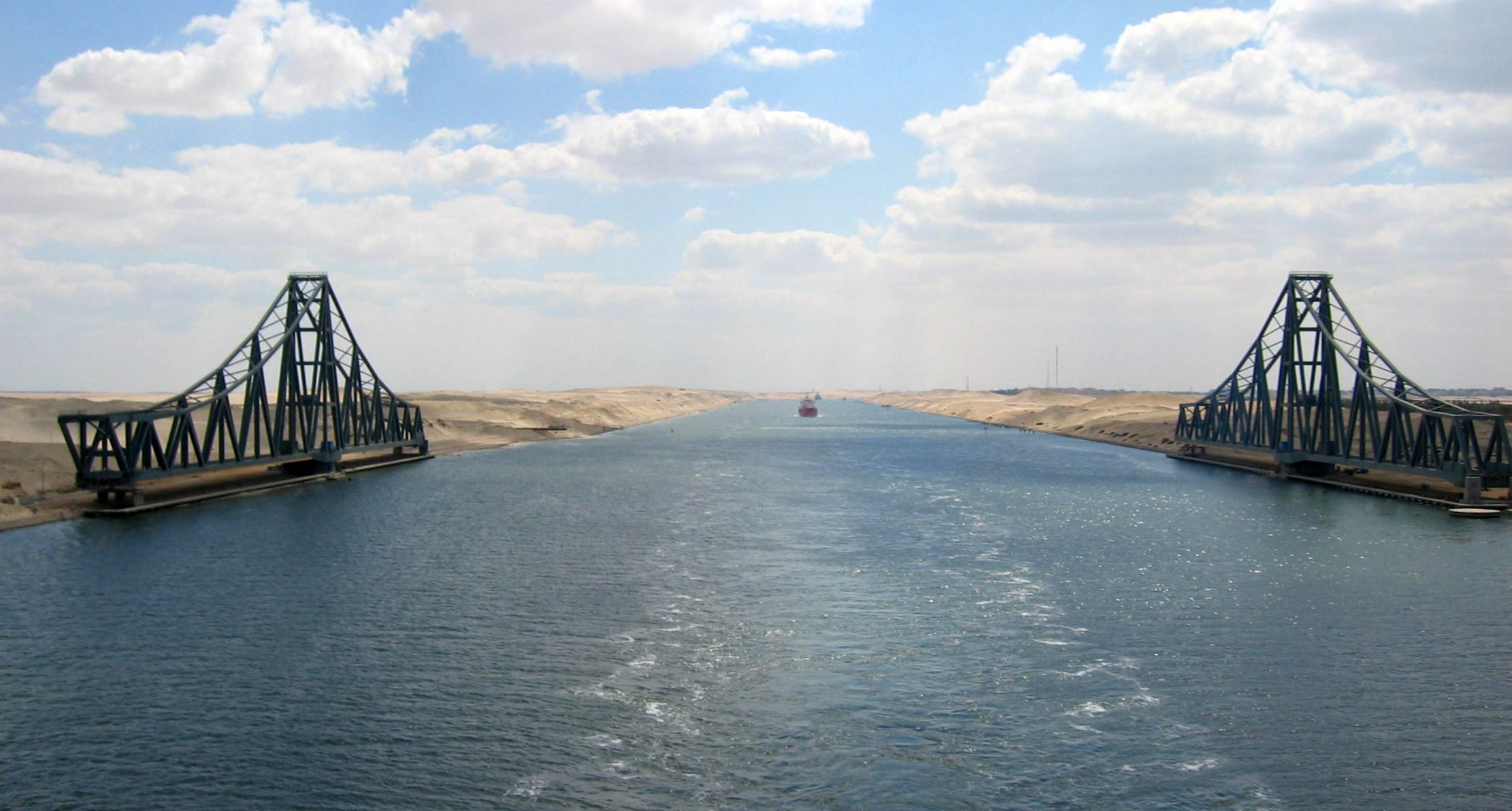
El-Ferdan-Brücken über den Sueskanal

Die größten Drehbrücken der Welt sind die zweiflügeligen El-Ferdan-Brücken über den Sueskanal, 14 km nördlich von Ismailia, mit einer Gesamtlänge von 640 m (2 × 320 m) pro Brücke.
Längste Drehbrücke Deutschlands ist mit 159 m die zweiflügelige Kaiser-Wilhelm-Brücke in Wilhelmshaven. Die 2021 abgerissene Nordschleusenbrücke in Bremerhaven war lange Zeit mit 112 m Länge die längste einflügelige Drehbrücke, neuer Rekordhalter wird voraussichtlich 2025 die neue Friesenbrücke in Weener mit 145 m Länge.

## Beispiel für die Drehphasen der Nordschleusenbrücke in Bremerhaven

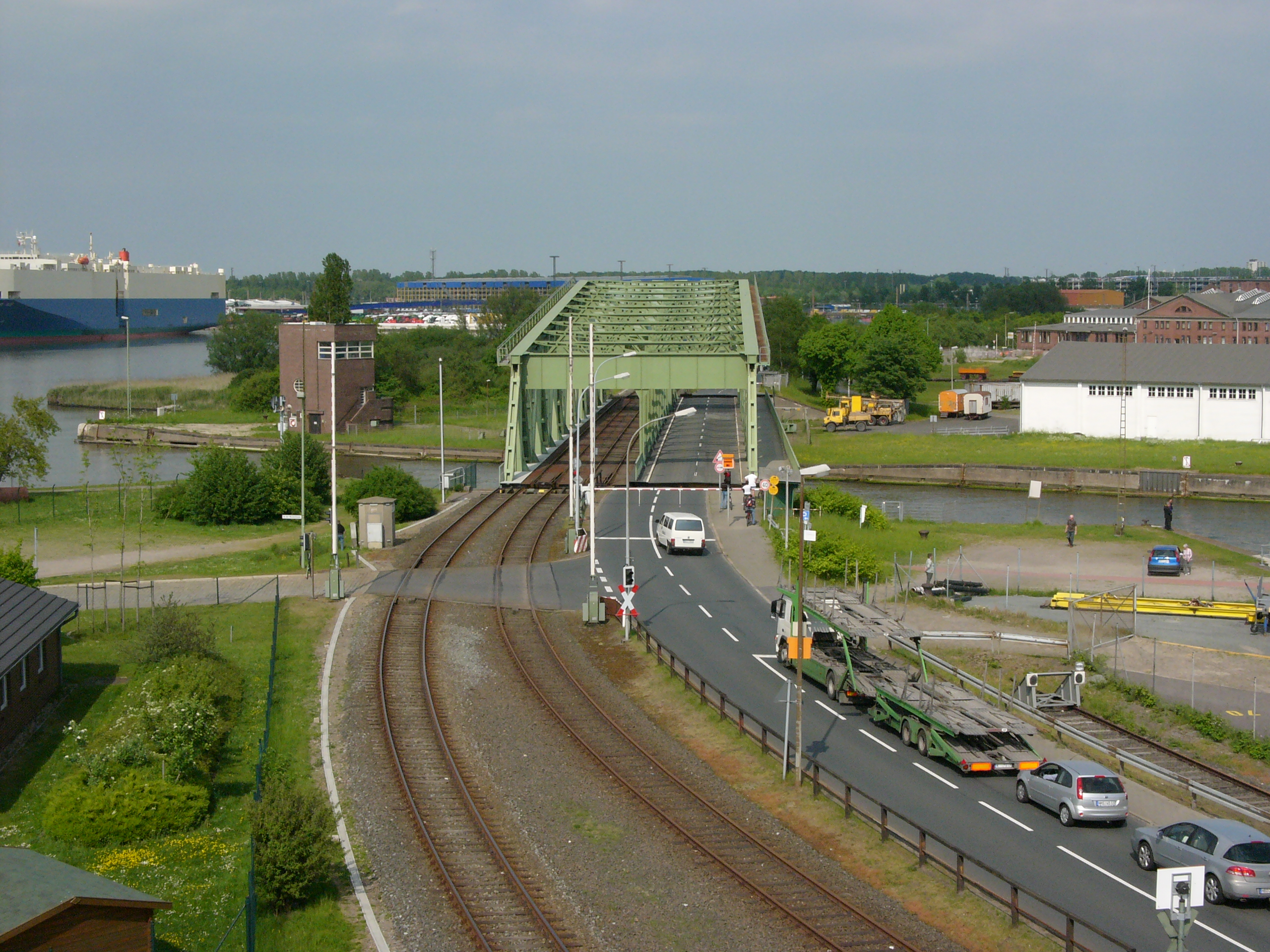
(1)
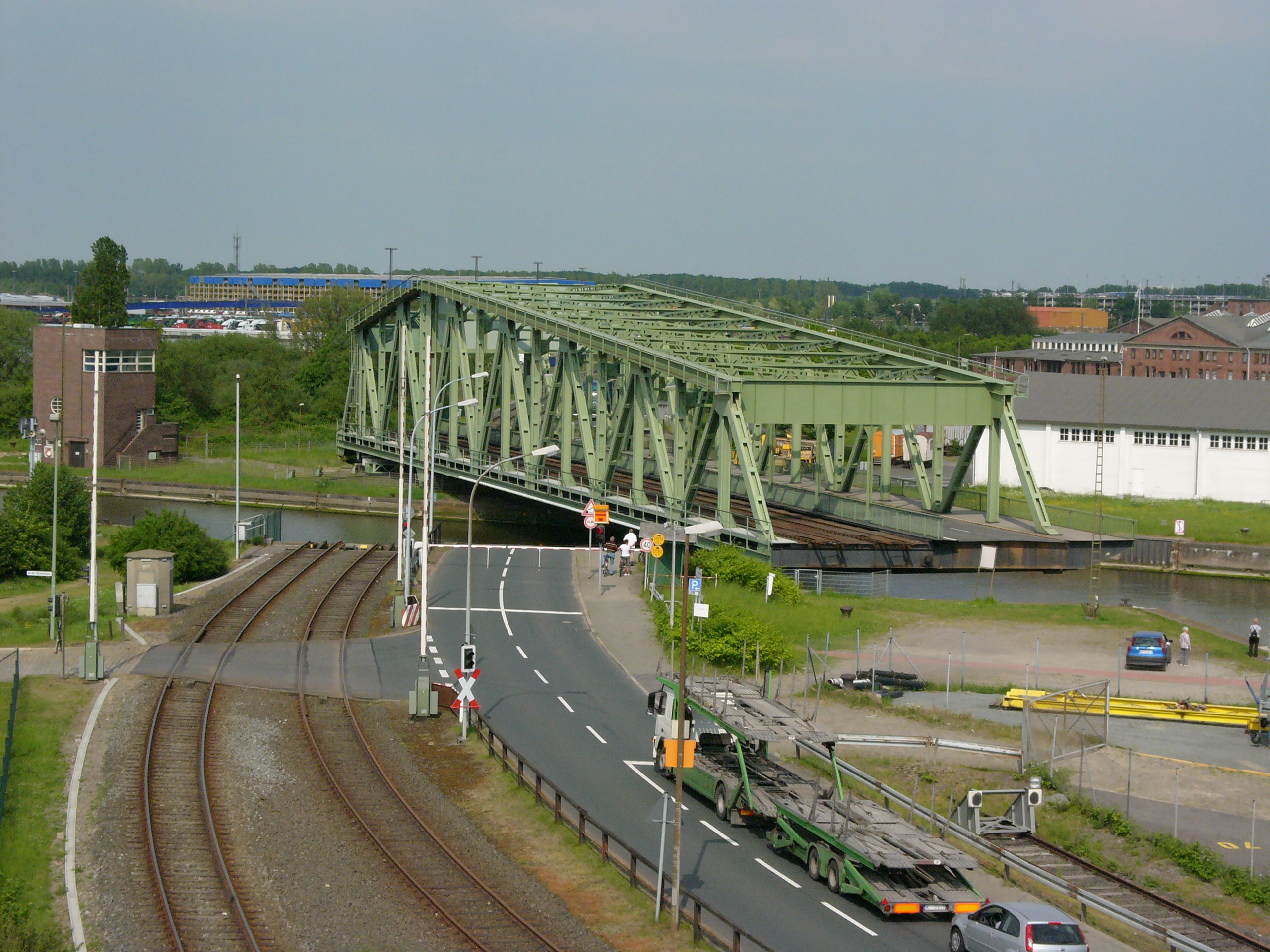
(2)
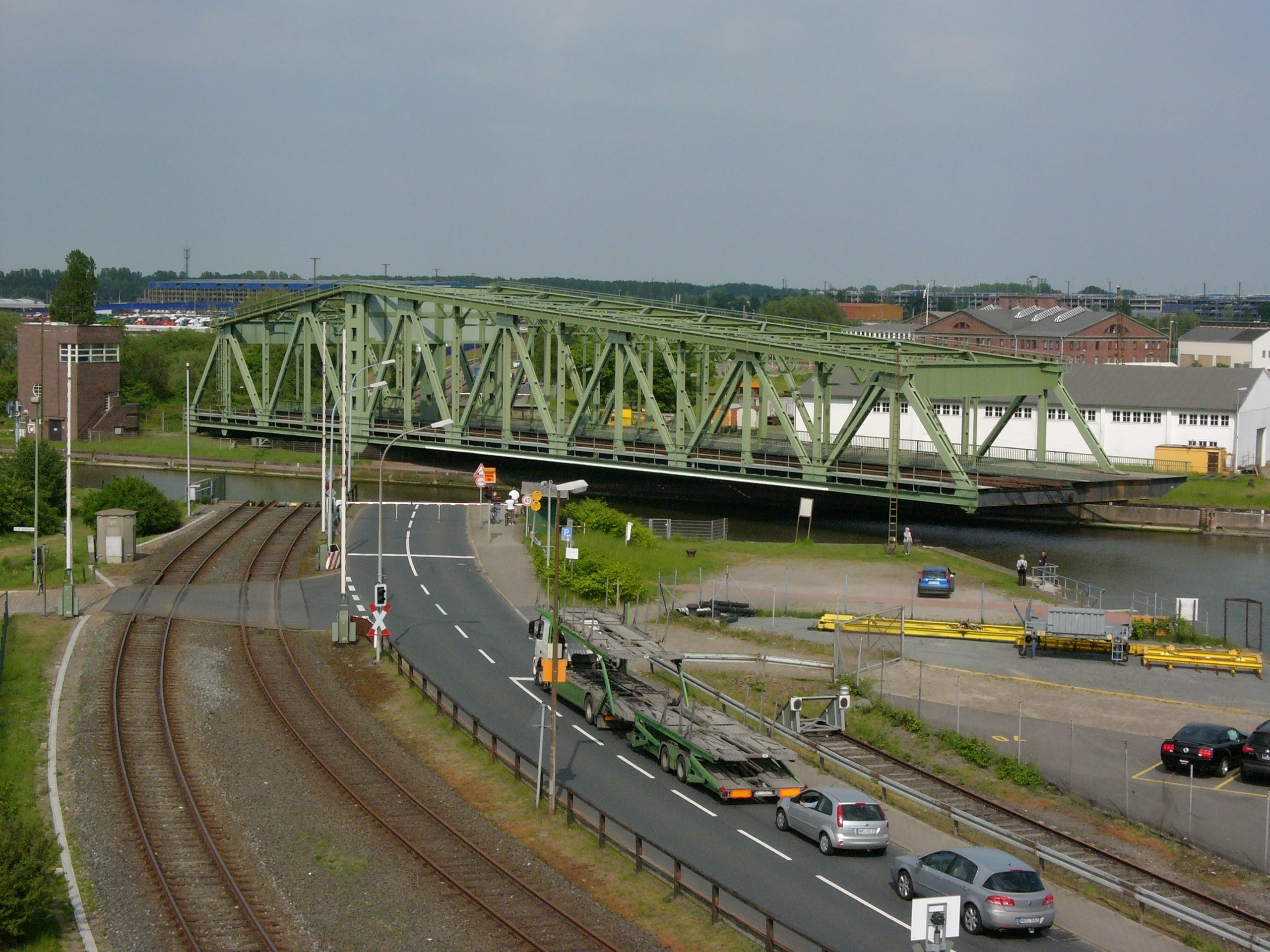
(3)
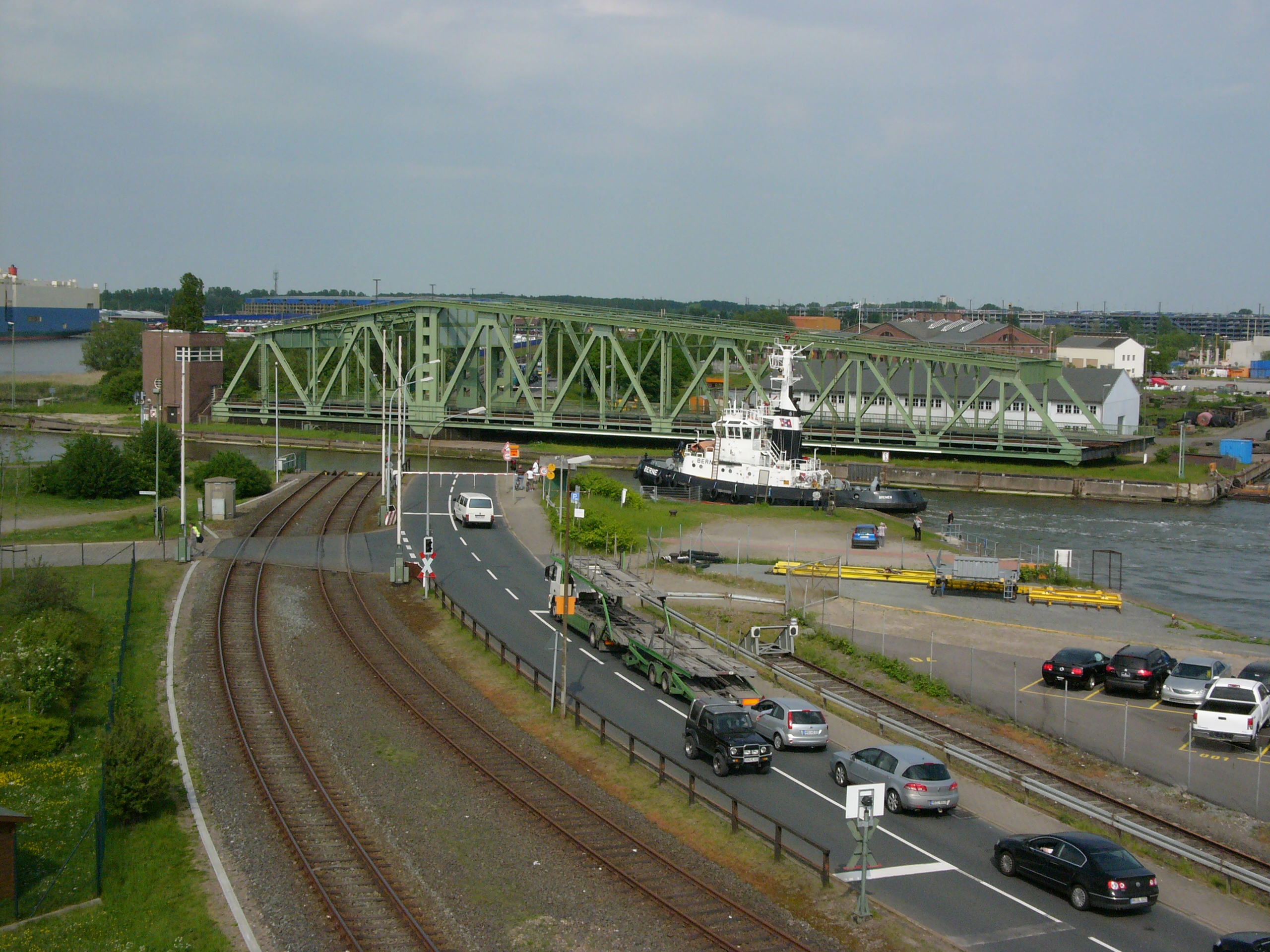
(4)

## Drehbrücken in Deutschland
Geordnet nach Jahr der Eröffnung (in heutiger Bauform). Siehe auch Liste von beweglichen Brücken in Deutschland:
| Eröff- nung | Name der Brücke | Gewässer                 | In/bei Stadt                        | Dreh- achsen | Länge              | Geo- Koordinaten                 |
| ----------- | --- | ------------------------ | ----------------------------------- | ------------ | ------------------ | -------------------------------- |
| 1856        | Drehbrücke über die Geeste (1904 durch Alte Geestebrücke ersetzt)                                                                                                   | Geeste                   | Bremerhaven                         | 1            |                    |                                  |
| 1862        | Drehbrücke über den Geestemünder Hauptkanal | Geestemünder Hauptkanal  | Bremerhaven                         | 1            |                    | 53° 32′ 2,8″ N, 8° 35′ 4,9″ O    |
| 1869        | Alte Hunte Drehbrücke I (zerstört durch Kollision des Dampfers Nordsee)                                                                                             | Hunte                    | Huntebrück                          | 1            |                    |                                  |
| 1870        | Ericusbrücke | Ericusgraben             | Hamburg                             | 1            | 35,75 m            |                                  |
| 1875        | Este-Drehbrücke bei Hove im Alten Land (1945 gesprengt) | Este                     | Jork (zwischen Hove und Königreich) | 1            |                    |                                  |
| 1876        | Emsbrücke Hilkenborg (Anfang 1877 bei Sturmflut eingestürzt, Ende 1877 wiedereröffnet, 1924 bis 1926 durch Rollklappbrücke ersetzt)                                 | Ems                      | Weener                              | 1            |                    |                                  |
| 1876        | Drehbrücken Neuer Hafen/Kaiserhafen I, bei Rückbau der Verbindungsschleuse Demontage der Eisenbahnbrücke und Ersatz der Straßenbrücke durch eine Klappbrücke (2002) | Hafen                    | Bremerhaven                         | 1            |                    |                                  |
| 1877        | Drehbrücke am Winterhafen | Hafen (Rhein)            | Mainz                               | 1            | 37,5 m             | 49° 59′ 44,9″ N, 8° 16′ 59,5″ O  |
| 1887        | Eiderbrücke (Eisenbahn) | Eider                    | Friedrichstadt                      | 1            | 56,5 m             | 54° 21′ 46,1″ N, 9° 4′ 16″ O     |
| 1887        | Drehbrücke Klevendeich | Pinnau                   | Uetersen                            | 1            |                    | 53° 40′ 28,9″ N, 9° 36′ 29,5″ O  |
| 1887        | alte Peenebrücke Loitz (2012 durch Klappbrücke ersetzt) | Peene                    | Loitz                               | 1            |                    |                                  |
| 1888        | Drehbrücke im Rheinauhafen | Rheinarm/Rheinauhafen    | Köln                                | 1            | ca. 18 m           | 50° 55′ 55,9″ N, 6° 57′ 49,3″ O  |
| 1892        | Hafendrehbrücke | Trave                    | Lübeck                              | 1            |                    |                                  |
| 1895/1912   | Rendsburger Drehbrücken | Nord-Ostsee-Kanal        | Rendsburg                           | 2            |                    |                                  |
| 1903        | Bahnhofsbrücke Warnemünde | Alter Strom              | Rostock-Warnemünde                  | 1            | 29,5 m             | 54° 10′ 36,9″ N, 12° 5′ 19,7″ O  |
| 1904        | Alte Geestebrücke | Geeste                   | Bremerhaven                         | 1            |                    |                                  |
| 1906        | Drehbrücke Krefeld-Linn | Hafen (Rhein)            | Krefeld                             | 1            |                    | 51° 20′ 38,4″ N, 6° 39′ 46,8″ O  |
| 1907        | Kaiser-Wilhelm-Brücke | Hafen                    | Wilhelmshaven                       | 2            | 159,0 m            | 53° 30′ 49″ N, 8° 8′ 6,7″ O      |
| 1908        | Deutzer Drehbrücke | Deutzer Hafen            | Köln-Deutz                          | 1            |                    | 50° 55′ 39,7″ N, 6° 58′ 23,5″ O  |
| 1908        | Alte Hunte Drehbrücke II (am 5. Mai 1945 gesprengt) | Hunte                    | Huntebrück                          | 1            |                    |                                  |
| 1910        | Alte Meiningenbrücke | Barther Bodden           | Zingst                              | 1            | 43,7 m             | 54° 24′ 30,2″ N, 12° 39′ 59″ O   |
| 1912        | Drehbrücke Malchow | Müritz-Elde-Wasserstraße | Malchow                             | 1            | 21,7 m             | 53° 28′ 26,8″ N, 12° 25′ 37,9″ O |
| 1926        | Reichsbahnbrücke | Pregel                   | Königsberg                          | 2            | 200 m (2 × 28,7 m) |                                  |
| 1927        | Eisenbahndrehbrücke Elsfleth-Ohrt (am 25. Februar 2024 durch Kollision zerstört – Demontiert und im April durch eine feste Hilfsbrücke ersetzt)                     | Hunte                    | Elsfleth                            | 1            | 50 m               | 53° 13′ 17″ N, 8° 27′ 30,6″ O    |
| 1931        | Nordschleusenbrücke | Hafen (Weser)            | Bremerhaven                         | 1            | 111,9 m            | 53° 34′ 18,1″ N, 8° 33′ 12,6″ O  |
| 1979        | Achgelisbrücke | Geeste                   | Bremerhaven                         | 1            |                    | 53° 32′ 45,6″ N, 8° 35′ 24,4″ O  |
| 2005        | Ryckbrücke | Museumshafen Greifswald  | Greifswald                          | 1            | 15 m               |                                  |
| 2009        | Gläserne Havenbrücke | Alter Hafen              | Bremerhaven                         | 1            | 42 m               |                                  |

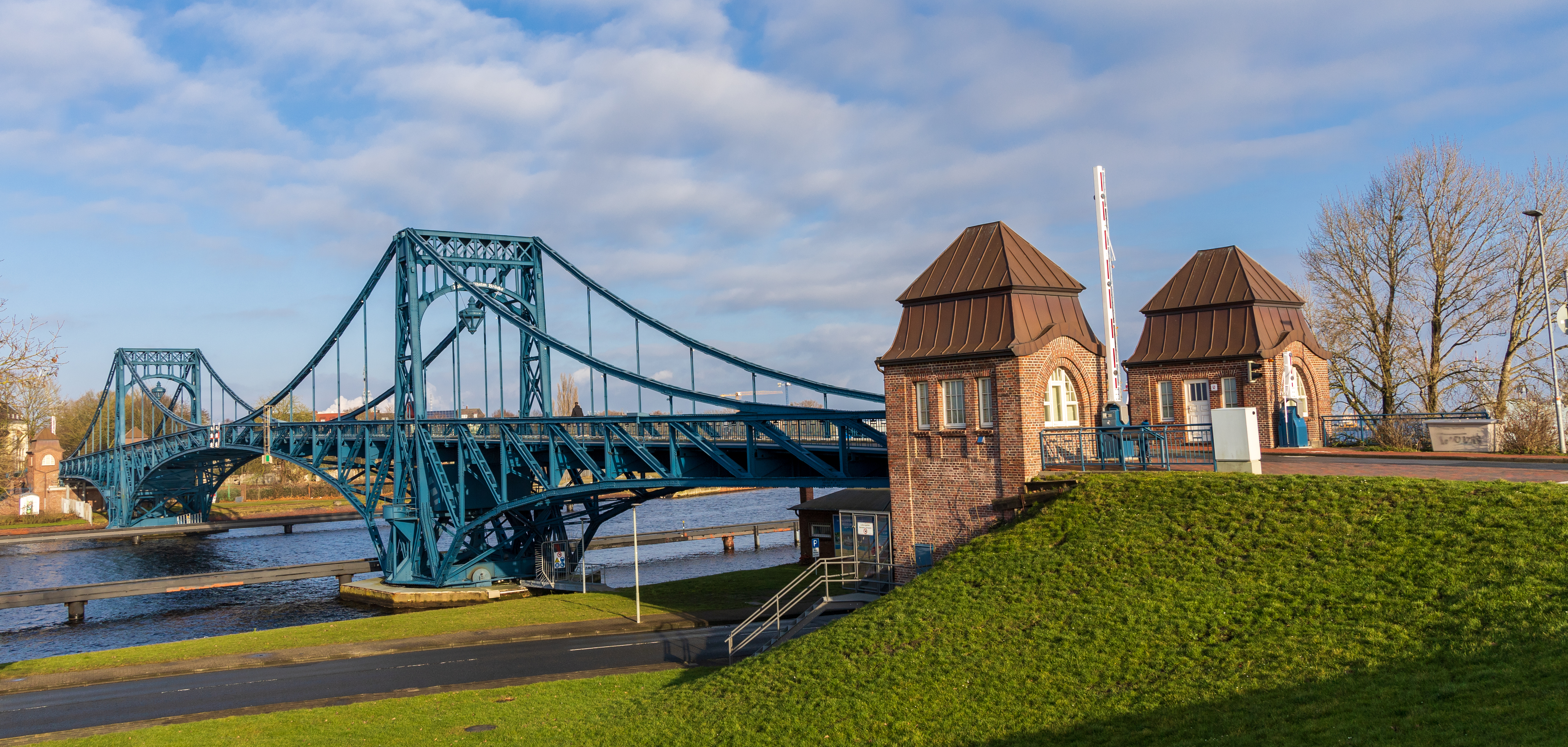
Kaiser-Wilhelm-Brücke in Wilhelmshaven
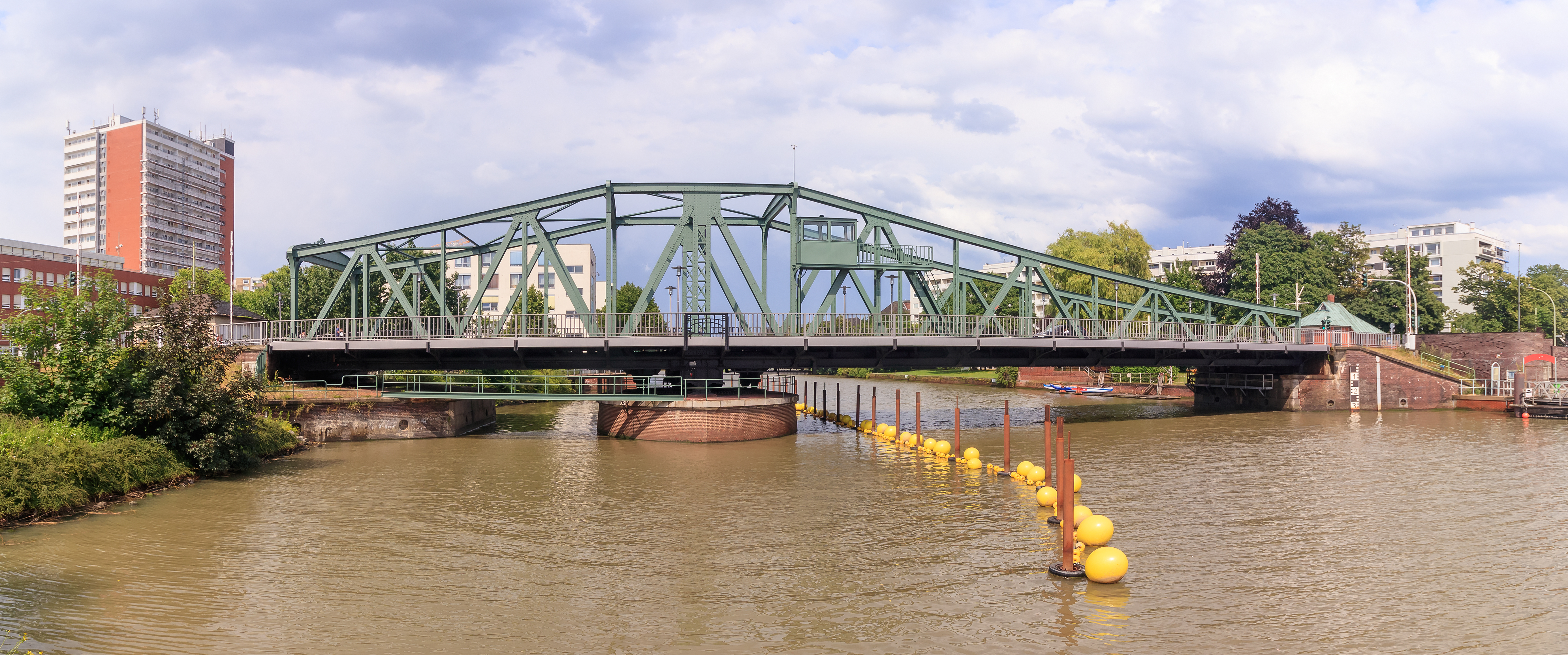
Alte Geestebrücke in Bremerhaven
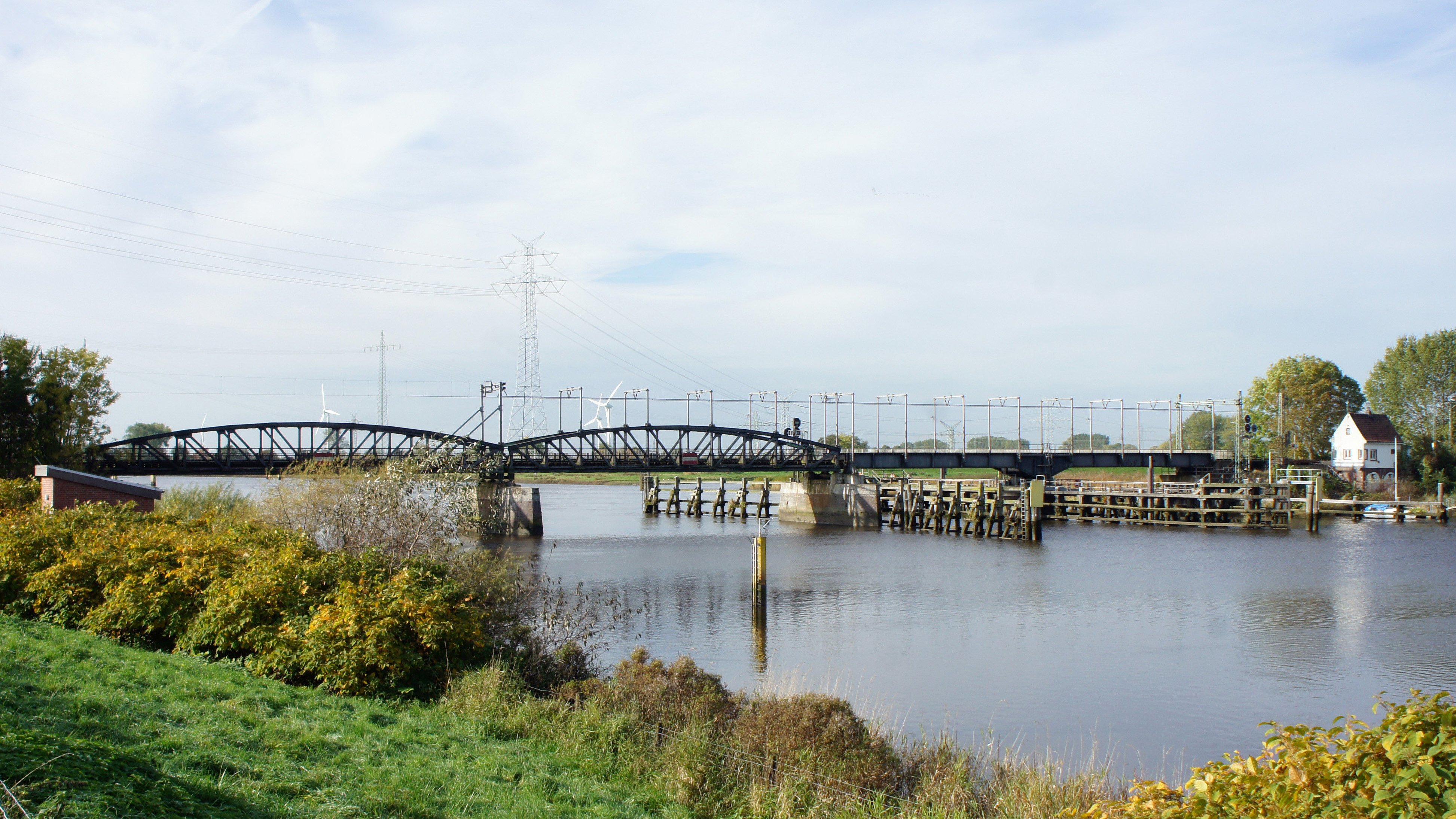
Eisenbahndrehbrücke Elsfleth-Ohrt
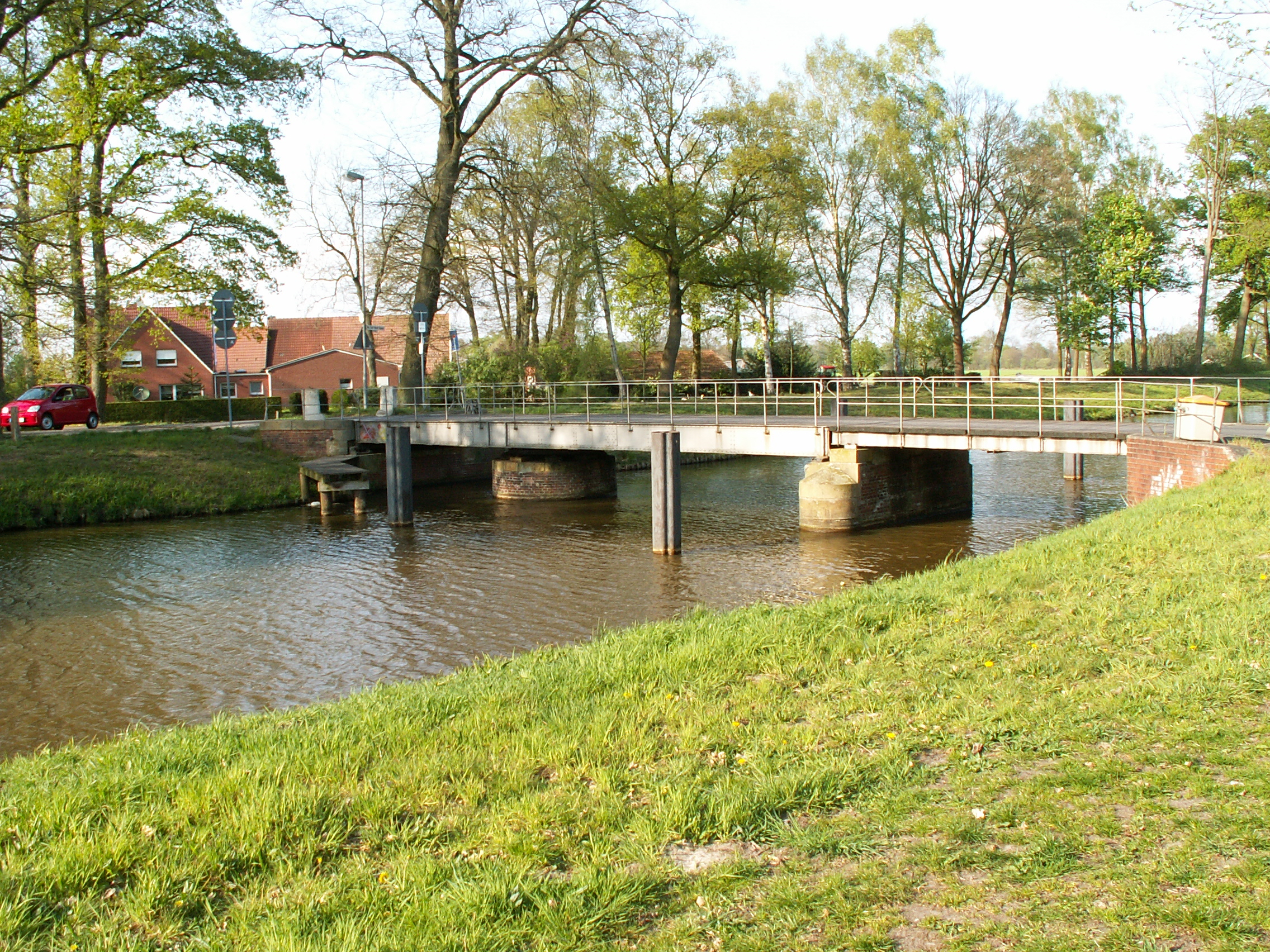
Drehbrücke in Nordhorn am Süd-Nord-Kanal
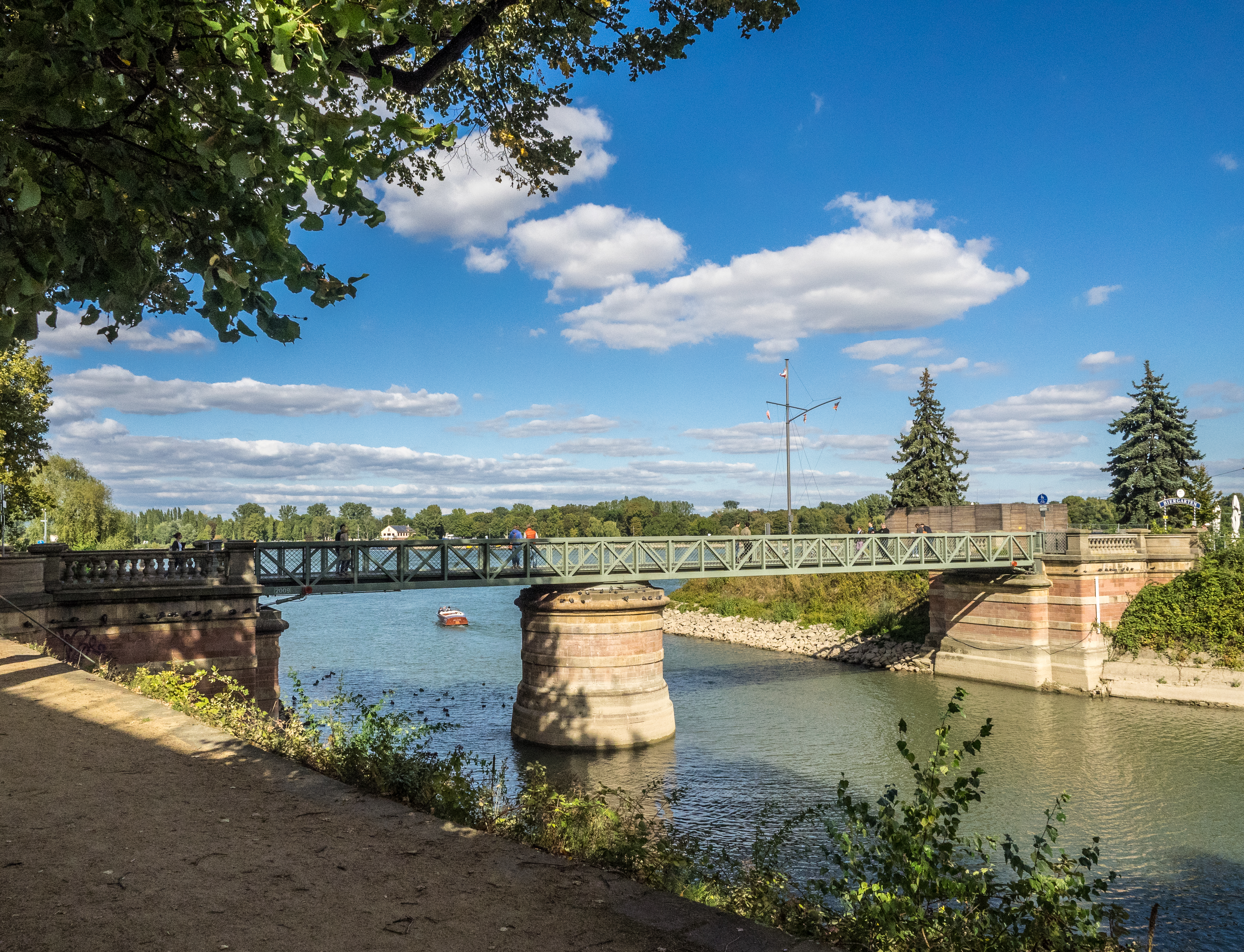
Drehbrücke am Winterhafen in Mainz
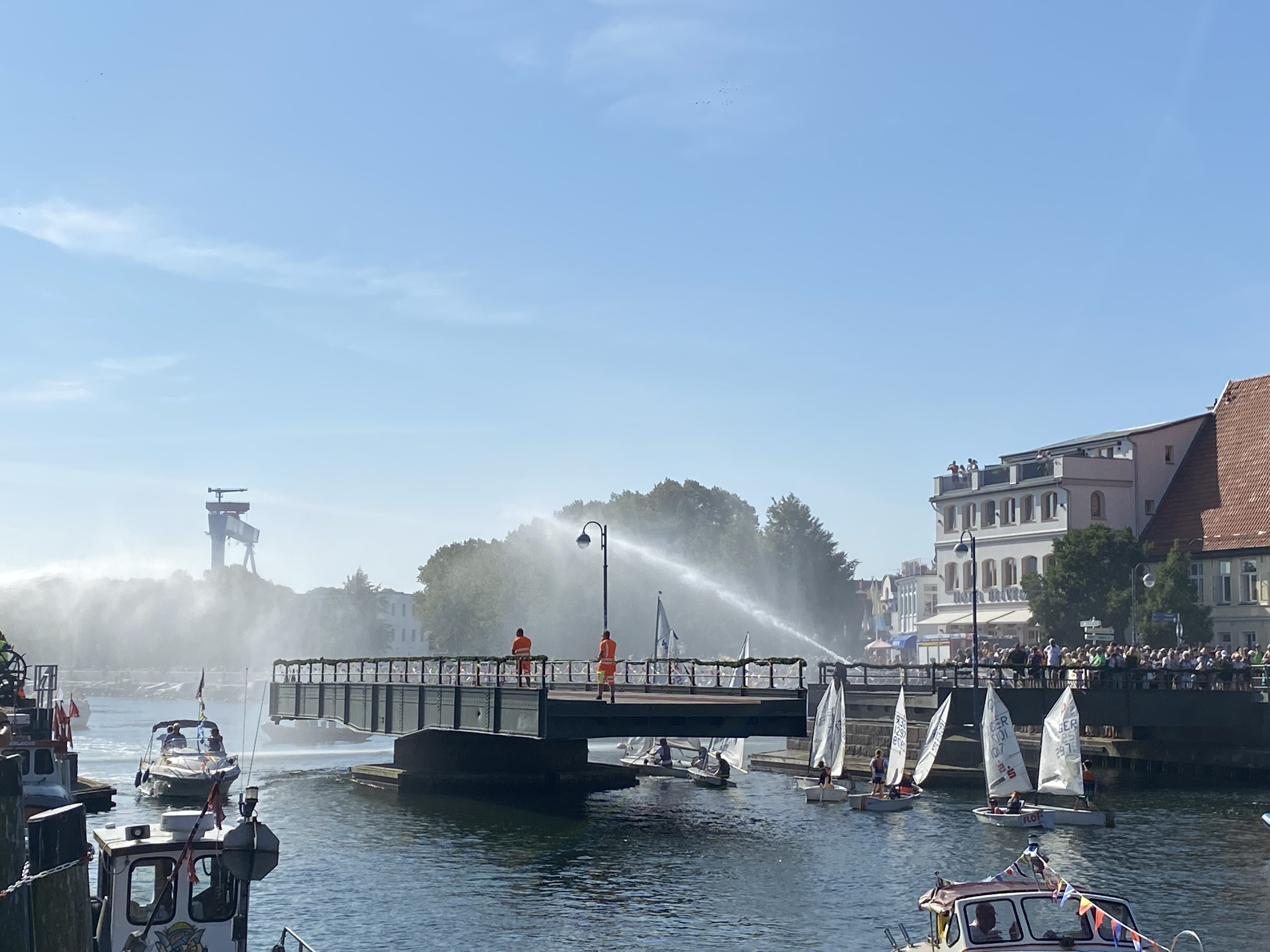
Geöffnete Bahnhofsbrücke in Warnemünde

## Drehbrücken in anderen Ländern

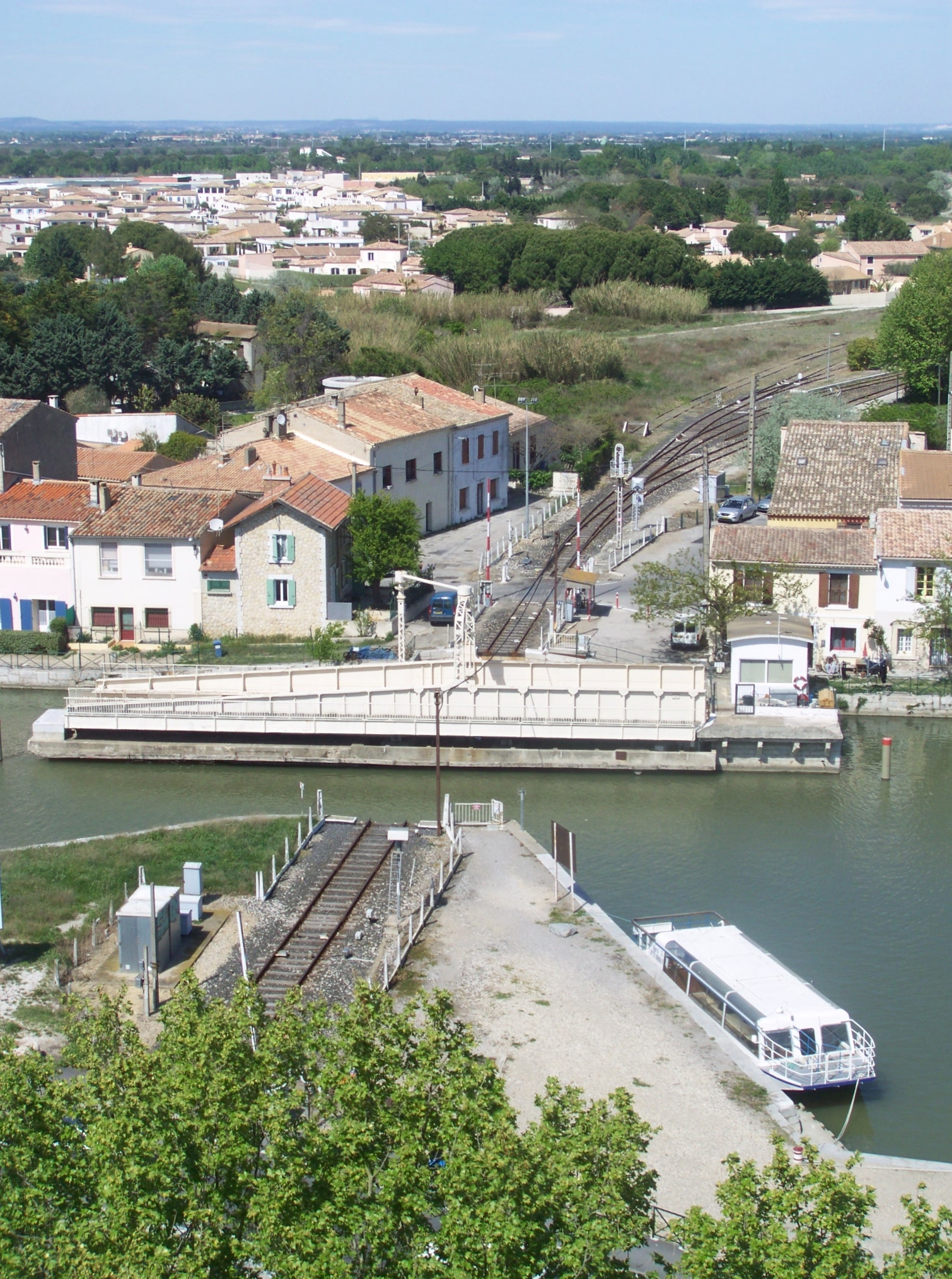
Eisenbahn–Drehbrücke über den Canal du Rhône à Sète in Aigues-Mortes (Frankreich) (2012)

- Ägypten: El-Ferdan-Brücke, sie überspannt den Suezkanal und ist mit 340 Meter Länge die größte Drehbrücke weltweit.
- Albanien: 2011 eröffnete Neue Bunabrücke in Shkodra über die Buna
- Argentinien: Puente de la Mujer ist eine Fußgängerbrücke im Stadtteil Puerto Madero von Buenos Aires. Sie wurde von Santiago Calatrava entworfen und im Dezember 2001 fertiggestellt.
- Australien: Glebe Island Bridge in Sydney wurde 1901 eröffnet. Pyrmont Bridge in Sydney wurde 1902 eröffnet.
- Belize: Belize Swing Bridge wurde 1923 in Belize City gebaut. Sie verbindet die beiden Stadthälften, Northside und Southside über den Haulover Creek und wird zweimal pro Tag per Hand gedreht.
- England: Die Scale Lane Bridge in Hull City gilt als die einzige Fußgängerbrücke, die während der Fahrt Fußgänger trägt. Bauzeit: 2005–2013
- Frankreich: Der Pont tournant de la rue Dieu überspannt den Canal Saint-Martin in Paris. In Aigues-Mortes führt eine Eisenbahn-Drehbrücke über den Canal du Rhône à Sète.
- Italien: Ponte Girevole (Tarent) ist 90 m lang. Mehrere Drehbrücken über den Brentakanal, davon eine mit Handantrieb.
- Lettland: Kalpaka-Brücke (1906 gebaute zweispurige Eisenbahn-Drehbrücke) in Karosta
- Litauen: Die Kettenbrücke von 1855 über den Burgkanal in Klaipeda wird von Hand betrieben
- Niederlande: Abtsewoudsebrug in Delft steht in der Nähe der Technische Universiteit Delft.
- Polen: Drehbrücke Giżycko wurde 1889 erbaut, ist 20 m lang und mit Handbetrieb.
- Schottland: Die Swing bridge von Gairlochy am Caledonian Canal
- Schweden: Tjugonde slussen am Dalsland-Kanal vor Bengtsfors.
- Türkei: Die Metrobrücke über das Goldene Horn wurde 2014 eröffnet.
- Ukraine: Die 1964 eröffnete Warwariwka-Brücke über den Südlichen Bug bei Mykolajiw.
- Uruguay: Die Drehbrücke von Carmelo über den Arroyo de las Vacas wurde von MAN in Deutschland gebaut und in zerlegter Form nach Uruguay transportiert. Dort wurde sie zusammengebaut und 1912 eröffnet.[3]
- USA:
  - Government Bridge, überspannt seit 1850 als erste Brücke den Mississippi.
  - I Street Bridge, war bei der Fertigstellung 1911 die schwerste Drehbrücke der Welt
  - George P. Coleman Memorial Bridge über den York River in Virginia, die größte Doppeldrehbrücke der USA
  - Spuyten Duyvil Bridge, Eisenbahnbrücke über den Spuyten Duyvil Creek in New York City

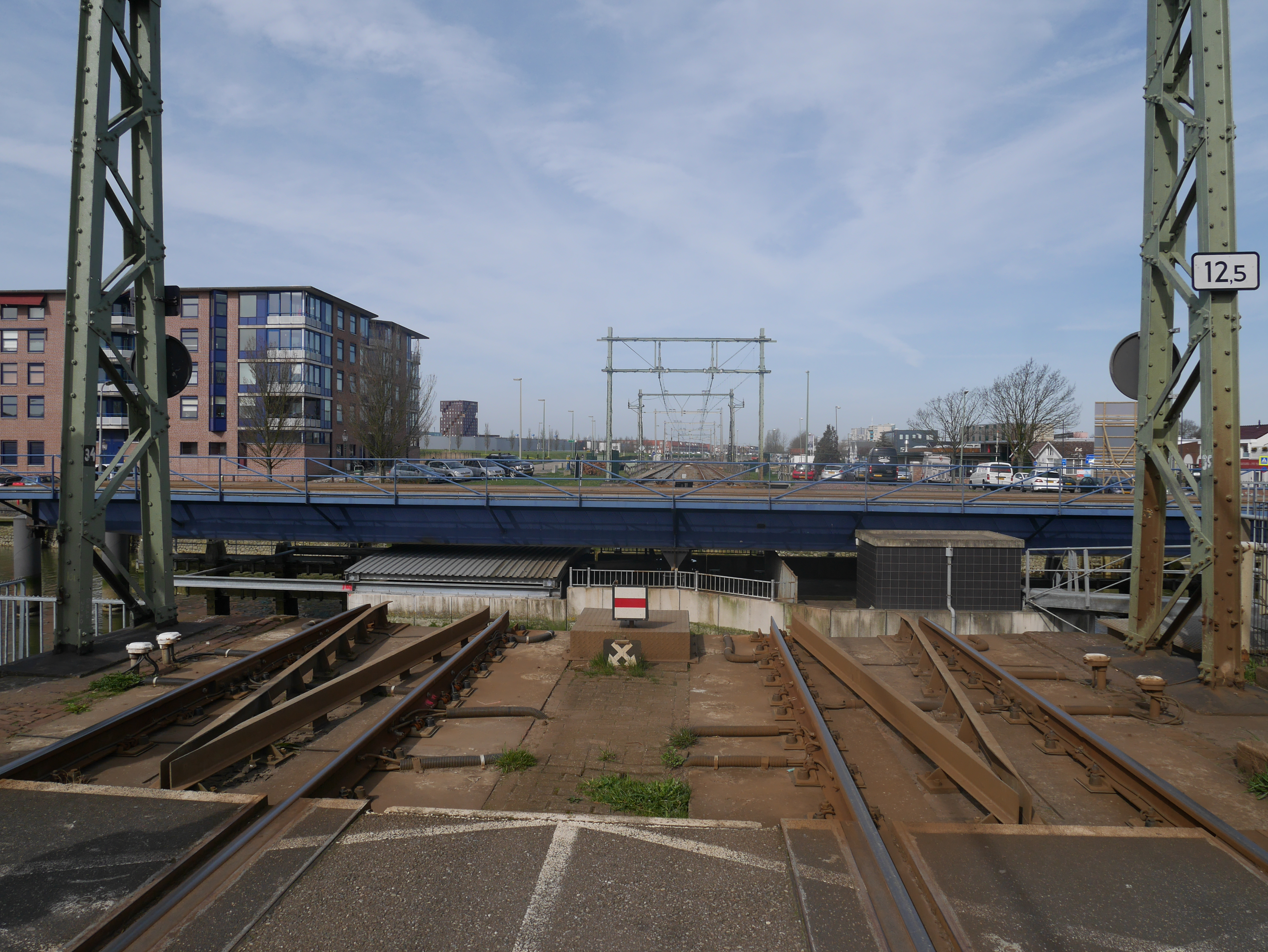
Geöffnete, oberleitungslose Eisenbahn-Drehbrücke in Maassluis, Niederlande
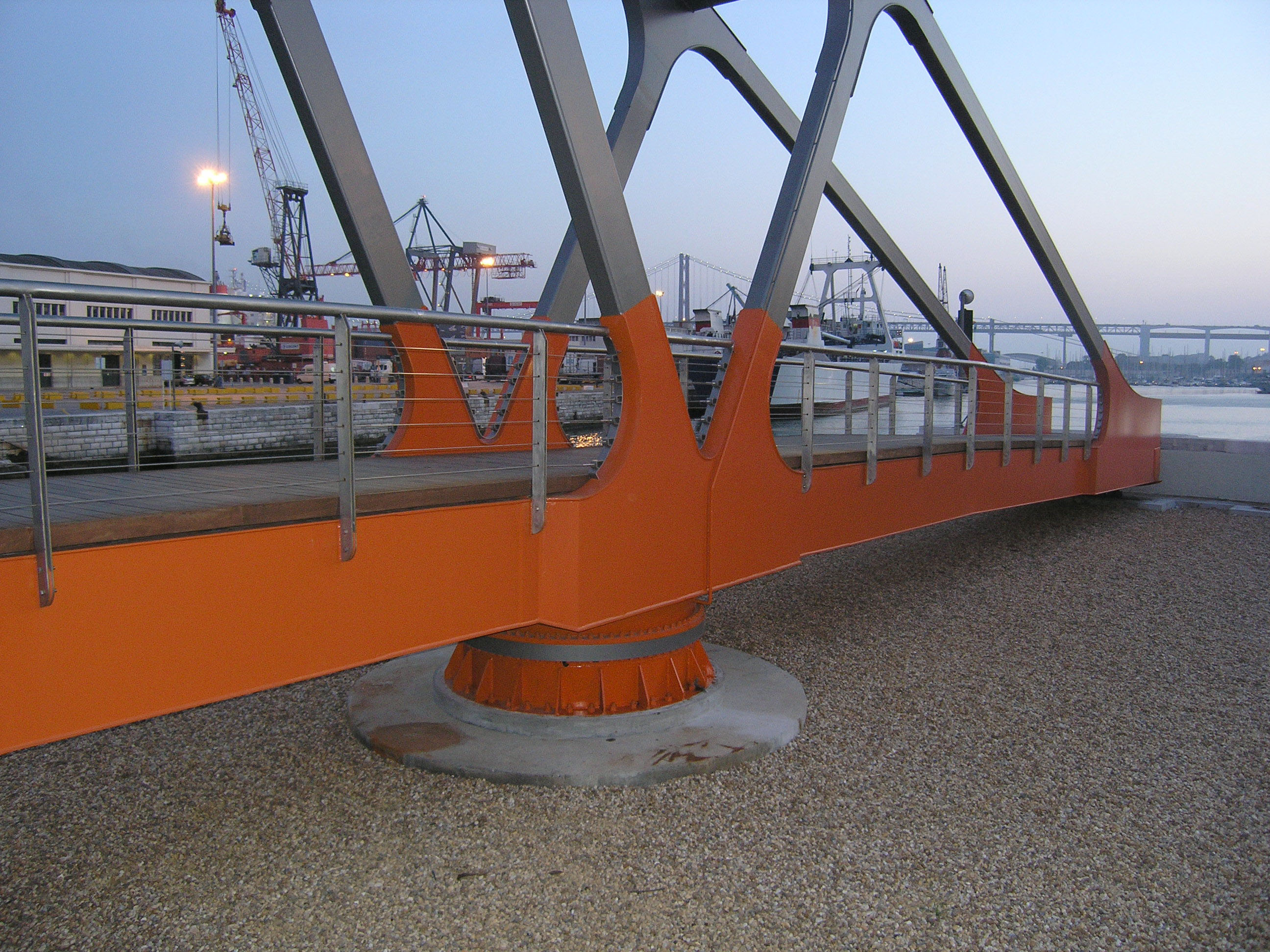
Drehbrücke am Tejo in Lissabon
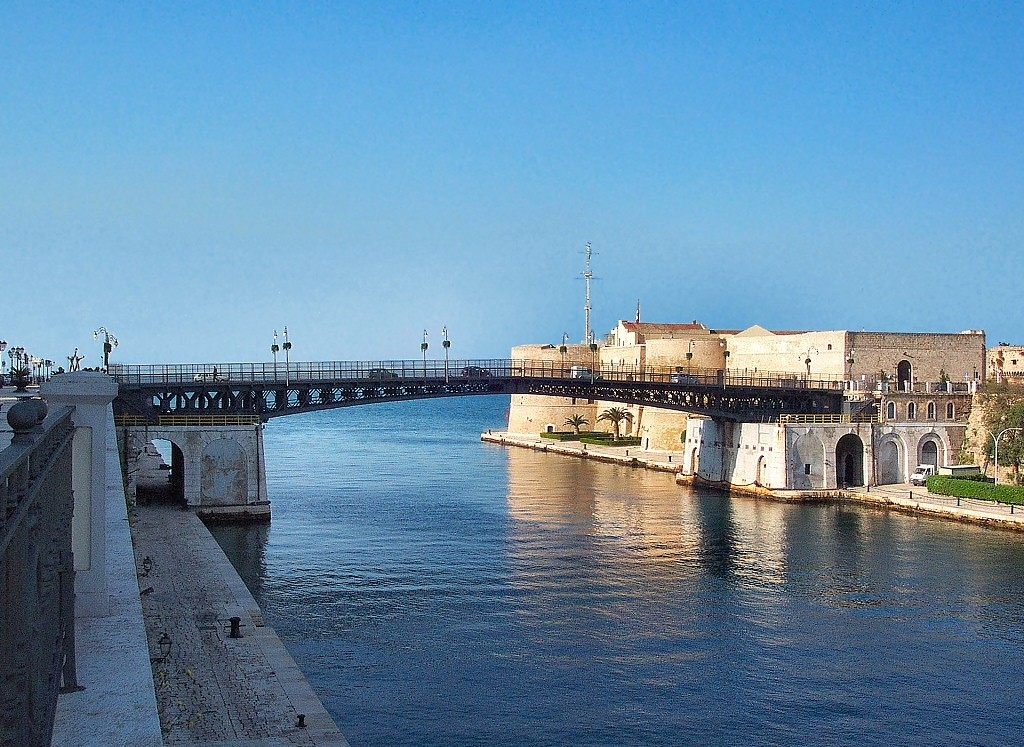
Ponte Girevole in Tarent (Italien)
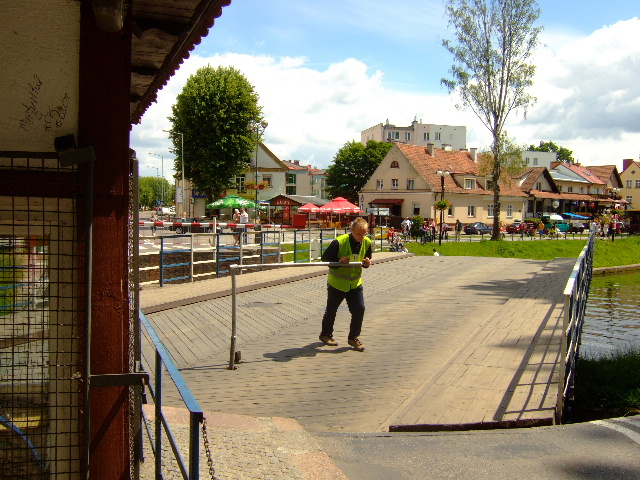
Drehbrücke über den Lötzener Kanal – Giżycko (Polen)
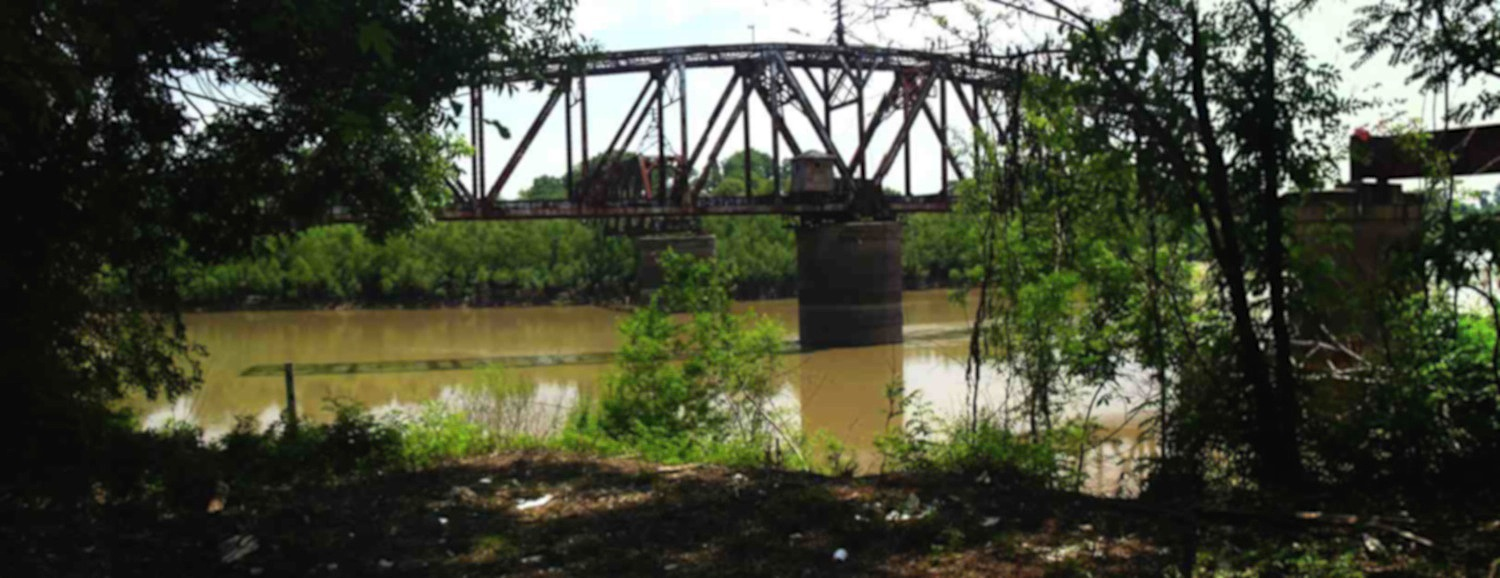
Außer Betrieb befindliche Drehbrücke über den Yazoo River bei Redwood (Mississippi)
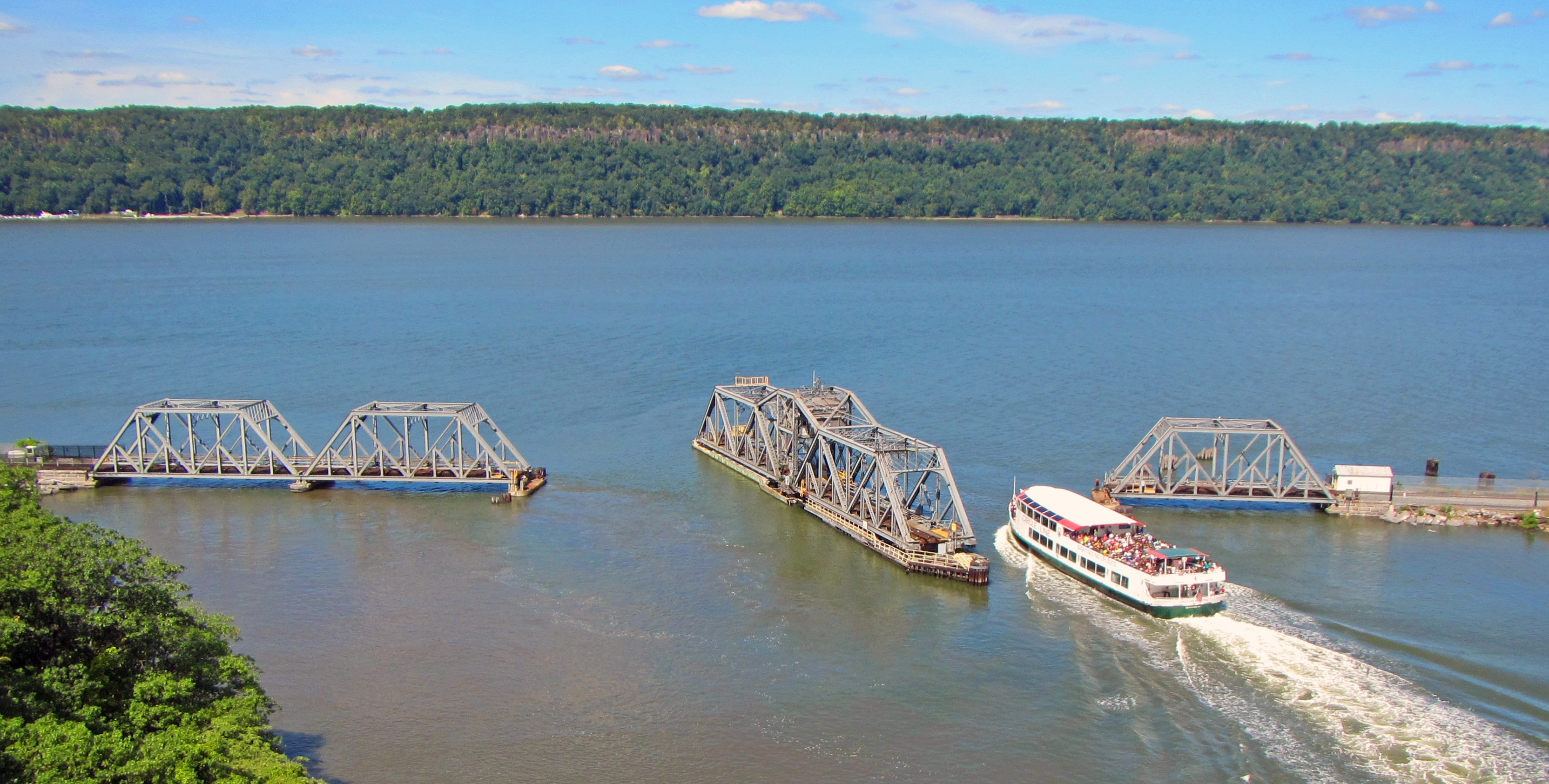
Spuyten Duyvil Bridge in New York City